# Ingarö kyrka
Ingarö kyrka är en kyrkobyggnad på Ingarö i Stockholms stift. Den är församlingskyrka i Gustavsberg-Ingarö församling. Ingarö kyrka ligger på Ingarö kyrkväg mellan Ingarövägen (Länsväg AB 646 ) och den smala vattenleden Kolström strax efter Ingaröbron ca tre mil från Stockholm.

## Kyrkobyggnaden
Kyrkan byggdes först som Pilhamns kapell i liggande timmer. Senare har kyrkan klätts med stående panel och ändrat namn till Ingarö kyrka. Vid kyrkan finns en kyrkbrygga. Prästen Samuel Ödmann var ute och fiskade i båt. Han somnade och drömde om en kyrka i socknen men vaknade av att båten gick på grund. Här skall kyrkan ligga, tänkte Ödmann. Han övertalade greven Anders Cederström på Beatelund i närheten att bekosta en sådan byggnad. Kapellet stod klart 1792.
Till sin form är byggnaden en salkyrka med vidbyggd smalare sakristia i öster och en ett vidbyggt smalare vapenhus i väster. Träkyrkan vilar på en ganska hög sockel av tjärad gråsten. Alla byggnadsdelar täcks av svagt brutna mansardtak klädda med tjärade takspån.

## Inventarier
- Predikstolen tillhör kyrkans äldre inredning och var ursprungligen placerad över altaret. I samband med en restaurering 1932 flyttades predikstolen till östra väggens norra fält där den kunde nås från sakristian. 1972 togs predikstolens originalfärg fram av konservator Sven Dalén.
- Dopfunten av trä är målad i grön marmorering och tillkom vid senare delen av 1900-talet.
- På altaret står ett krucifix som är tillverkat 1959 av skulptören Arne Jones och skänkt till kyrkan 1981.
- Altartavlan är utförd 1952 av konstnären Einar Forseth. Motivet är Jesus som predikar för fiskarbefolkningen. Tidigare altartavla var från Kungsholms församling och hängdes upp i Ingarö kyrka 1907.

### Orgel
- 1866 byggde Daniel Wallenström, Uppsala en orgel med 6 stämmor och en manual.
- 1923 byggde Åkerman & Lund, Sundbybergs köping en orgel med 13 stämmor, två manualer och pedal.
- Den nuvarande orgeln byggdes 1980 av Åkerman & Lund Orgelbyggeri AB, Knivsta och är en mekanisk orgel. Fasaden är äldre än den nuvarande orgeln.

| Huvudverk I   | Svällverk II      | Pedal      | Koppel |
| Rörflöjt 8´   | Borduna 8'        | Subbas 16´ | I/P    |
| Principal 4'  | Coppula 4'        |            | II/P   |
| Spetsflöjt 2' | Quint 2 2/3'      |            | II/I   |
| Mixtur        | Tvärflöjt 2'      |            |        |
|               | Ters 1 3/5'       |            |        |
|               | Tremulant         |            |        |
|               | Crescendosvällare |            |        |

## Gravsatta på kyrkogården

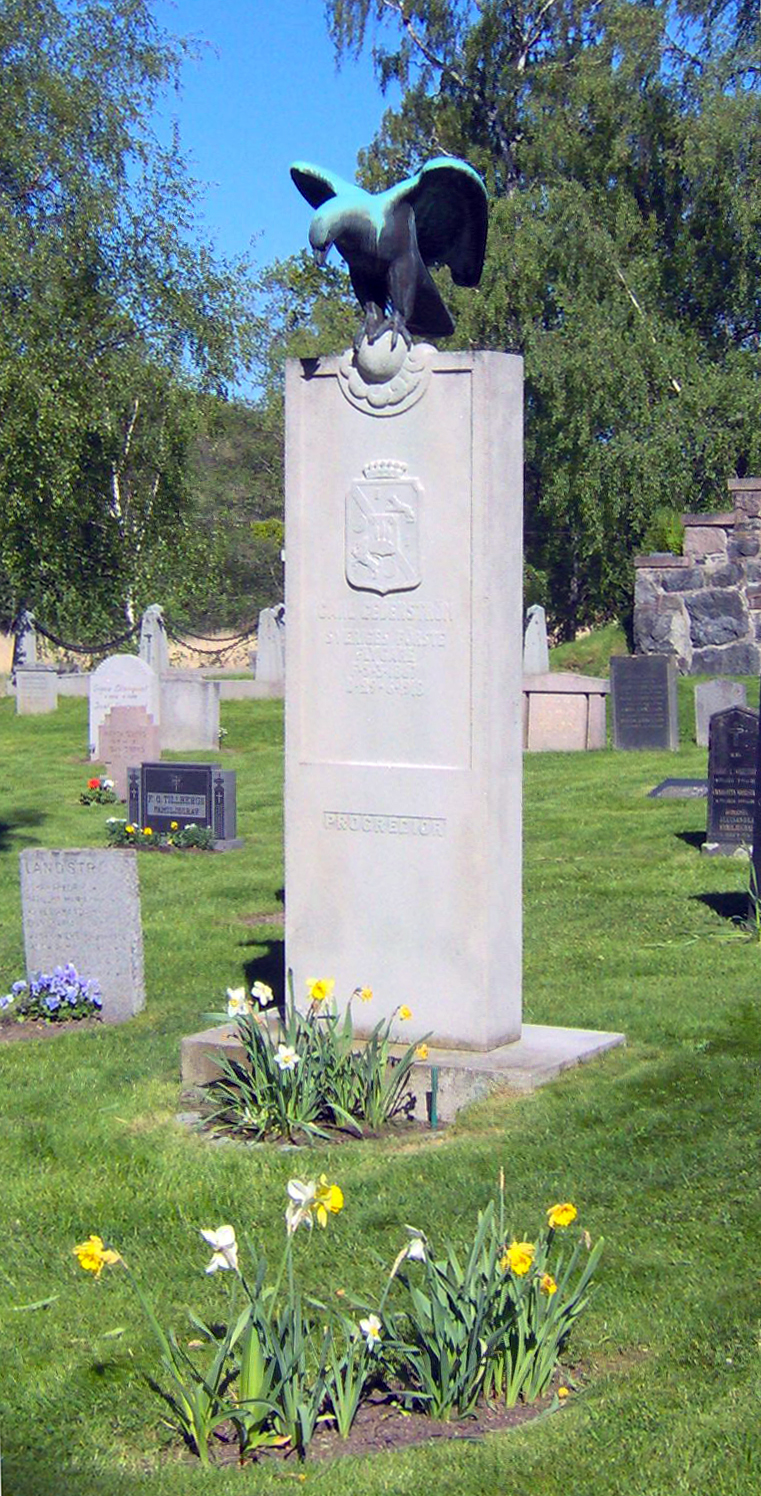
Flygbaronen Carl Cederströms grav, minnesvården över Sveriges förste flygare. Avtäckandet av minnesmärket med örnen med den nedåtvända näbben skedde söndagen den 7 december 1918. Skulptör var Carl Fagerberg.

- Flygpionjären Carl Cederström ligger här begravd med sin andra hustru, Minna Poppius. Carl Cederströms farfar, Anders Cederström i Beatelund, var den som bekostade kyrkan.
- Författaren Maj Fant.
- Skådespelaren Georg Funkquist.
- Operachefen Göran Gentele.
- Formgivaren Stig Lindberg.
- Filmfotografen Sven Nykvist.
- Överbefälhavaren Torsten Rapp.
- Skeppsredaren Sven Salén.
- Industrimannen Sten Westerberg.
- Filmfotografen Hilding Bladh.

### Fotnoter
1. ↑  ”Våra kyrkor”. Svenska kyrkan. https://www.svenskakyrkan.se/gustavsberg-ingaro/vara-kyrkor. Läst 1 juli 2019.